# Timan
Timan eller Timanbergen (ryska: Тиманский кряж, Timanskij krjazj) är en bergskedja med låga berg i nordöstligaste europeiska Ryssland. Det kan ses som en utlöpare av Uralbergen då bergskedjan västerut utifrån denna utgår från sydostlig till en nordvästlig riktning.
Bergskedjan ligger väster om floden Petjora och delar det nordryska låglandet i en västlig och en östlig del. Den löper sedan fram till Barents hav i norr. Större delen av Timanbergen ligger i Komirepubliken, medan den allra nordligaste delen ligger i det autonoma området Nentsien i Archangelsk oblast. Den högsta punkten i Timanbergen är på 463 meters höjd över havet.
Landskapsbilden i Timanbergen, som ligger inom tajga- och tundrabältena, kännetecknas av en kuperad och stundom bergig åsterräng, som formats under istiden. Flera floder har sina källor i Timanbergen, varav de viktigaste är Petjoras biflod Izjma, Mezen och Vytjegda, som är en biflod till Norra Dvina.
Den största staden i det annars tunt befolkade Timan är Uchta, som grundlades på 1930-talet för att öppna Timan för utvinning av naturtillgångar. I området finns många olika mineralförekomster, bland annat av gas, olja, bauxit och titan.